# كيث رولاند
كيث رولاند (بالإنجليزية: Keith Rowland)‏ (1 سبتمبر 1971 في المملكة المتحدة - ) هو لاعب كرة قدم بريطاني في مركز الدفاع. شارك مع منتخب أيرلندا الشمالية لكرة القدم. أما مع النوادي، فقد لعب مع كوفنتري سيتي وكوينز بارك رينجرز ونادي بارنت ونادي بورنموث ونادي تشيسترفيلد ونادي فارنبوروه ونادي لوتون تاون وهورنتشورتش ووست هام يونايتد وDublin City F.C. ‏ وRedbridge F.C. ‏ وويلينج يونايتد.

## وصلات خارجية
- كيث رولاند على موقع الاتحاد الأوربي (الإنجليزية)
- كيث رولاند على موقع قاعدة بيانات كرة القدم.إي يو (الإنجليزية)
- كيث رولاند على موقع ناشيونال فوتبول تيمز (الإنجليزية)
- كيث رولاند على موقع Soccerbase.com (لاعب) (الإنجليزية)
- كيث رولاند على موقع عالم كرة القدم.نت (الإنجليزية)